# Helicopsyche occidentalis
Helicopsyche occidentalis är en nattsländeart som beskrevs av Lazar Botosaneanu och Oliver S. Flint Jr. 1991. Helicopsyche occidentalis ingår i släktet Helicopsyche och familjen Helicopsychidae. Utöver nominatformen finns också underarten H. o. molesta.